# János Hrutka
János Hrutka (* 26. Oktober 1974 in Budapest) ist ein ehemaliger ungarischer Fußballspieler und jetziger Spielervermittler sowie Manager der ungarischen Fußballnationalmannschaft.

## Karriere
Der 1,96 m große Abwehrspieler spielte in Deutschland zweieinhalb Jahre für den 1. FC Kaiserslautern. Er kam in der Winterpause der Saison 1997/98 von Ferencváros Budapest zum 1. FCK. Er war dort nie Stammspieler, gleichwohl gewann er mit seinem Verein die deutsche Meisterschaft 1998 und kam auf vier Einsätze in der Champions League in der Folgesaison. Im verlorenen Viertelfinale gegen den FC Bayern München verursachte er im Rückspiel einen – von manchen Kommentatoren als zweifelhaft angesehenen – Elfmeter und erhielt einen Platzverweis. Insgesamt absolvierte er 23 Pflichtspiele für die Pfälzer und erzielte ein Tor. Zur Saison 2000/01 schloss er sich Eintracht Frankfurt an. Der Vertrag wurde allerdings schon im Juli 2000 aufgrund einer nicht bestandenen sportärztlichen Prüfung wieder aufgelöst. Daraufhin wechselte er wieder zurück nach Ungarn.